# JoJo
Joanna Noëlle Levesque (Brattleboro (Vermont), 20 december 1990) is een Amerikaans pop- en R&B-zangeres die al op zeer jonge leeftijd wist door te breken. Haar artiestennaam is 'JoJo'.

## Biografie
JoJo wist in 2004 - ze was toen amper 13 jaar oud - met een popliedje Leave (Get Out) door te breken. Haar nummer stond in de VS op nummer twaalf in de hitlijsten en in het Verenigd Koninkrijk op nummer twee. In Nederland en Vlaanderen bereikte haar debuutsong ook een hoge notering. Ze ging niet naar een gewone school, maar kreeg thuisscholing. JoJo is actief op Twitter.

### Comeback
Eind 2007 verklaarde JoJo dat ze nummers aan het schrijven was voor haar derde album, dat naar eigen zeggen zou worden vrijgegeven wanneer ze 18 werd (in december 2008).
Ze zei dat ze haar fans de groei in haar muziek wilde laten zien. Ze heeft toen ook verklaard dat ze op zoek was naar een uitgever, zodat ze ook enkele van haar zelfgeschreven liedjes zou kunnen zingen. JoJo heeft haar platenmaatschappij voor de rechter gedaagd omdat zij vindt dat deze onherstelbare schade hebben toegebracht aan haar carrière door te weigeren om haar muziek te promoten.
In 2016 brengt ze haar langverwachte derde studioalbum Mad Love uit. Deze bereikt de 6e plaats in de amerikaanse billboard lijst.
Ze gaat met dit album op de Mad Love Tour.

## Discografie

### Albums
- 2004: JoJo - #4 US, #22 UK, US Certification: Platinum
- 2006: The High Road - #3 US, US Certification: Gold
- 2016: Mad Love - #6 US
- 2020: good to know
- 2020: December Baby

### Singles
Van het album JoJo (2004):
- 2004: "Leave (Get Out)" #12 US, #2 UK, US Certification: Platinum
- 2004: "Baby It's You" (featuring Bow Wow) #22 US, #6 UK, US Certification: Gold

- 2005: "Not That Kinda Girl"

Van het album The High Road (2006), dat op 17 oktober van datzelfde jaar (in de VS) is verschenen:
- 2006: "Too Little Too Late" #3 US, #4 UK, #14 CAN
- 2006: "How To Touch A Girl"
- 2006: "Anything"

Los verschenen singles:
- 2007: "Beautiful girls (rmx)"
- 2011: "Disaster"
- 2012 "Sexy To Me"

Van de EP genaamd "Tringle" (2015) zijn de volgende nummers uitgebracht;
- 2015: Say love
- 2015: Save my soul
- 2015: When love hurts

Van het album Mad Love (2016) verschenen de singles:
- 2016: "F*ck Apologies (Feat. Wiz Khalifa )
- 2016: "FAB" (Feat. Remy Ma)

| Single met eventuele hitnotering(en) in de Nederlandse Top 40 | Datum van verschijnen | Datum van binnenkomst | Hoogste positie | Aantal weken | Opmerkingen |
| ------------------------------------------------------------- | --------------------- | --------------------- | --------------- | ------------ | ----------- |
| Leave (Get Out)                                               | 2004                  |                       | 4               | 12           |             |
| Baby It's You                                                 | 2005                  |                       | 34              | 3            |             |
| Too Little Too Late                                           | 2007                  |                       | 7               | 9            |             |